# Campeonato Europeo de Triatlón de 2021
El XXXVII Campeonato Europeo de Triatlón se celebró en Valencia (España) el 25 y el 26 de septiembre de 2021 bajo la organización de la Unión Europea de Triatlón (ETU) y la Federación Española de Triatlón.
En esta ocasión, la prueba de relevo mixto fue realizada por separado, el 20 de junio en la localidad de Kitzbühel (Austria).
Los 1,5 km de natación se realizaron en las aguas de la Marina de Valencia, los 40 km de bicicleta y los 10 km de carrera se desarrollaron en un circuito urbano de la ciudad levantina.

## Resultados
| Evento               | Oro                                                                     | Plata                                                                       | Bronce                                                                          |
| -------------------- | ----------------------------------------------------------------------- | --------------------------------------------------------------------------- | ------------------------------------------------------------------------------- |
| Masculino (25.09)    | Dorian Coninx Francia                                                   | Roberto Sánchez Mantecón · España                                           | Antonio Serrat Seoane · España                                                  |
| Femenino (25.09)     | Julie Derron · Suiza                                                    | Annika Koch · Alemania                                                      | Sian Rainsley Reino Unido                                                       |
| Relevo mixto (20.06) | Reino Unido Sian Rainsley Samuel Dickinson Olivia Mathias Gordon Benson | Alemania · Laura Lindemann · Lasse Lührs · Lisa Tertsch · Jonas Breinlinger | Rusia · Valentina Riasova · Ilia Prasolov · Yuliya Golofeyeva · Grigori Antipov |

### Masculino
| Puesto            | Triatleta                | País    |       |       |       | Final   |
| ----------------- | ------------------------ | ------- | ----- | ----- | ----- | ------- |
| Medalla de oro    | Dorian Coninx            | Francia | 17:32 | 51:58 | 30:22 | 1:41:03 |
| Medalla de plata  | Roberto Sánchez Mantecón | España  | 18:12 | 51:23 | 30:36 | 1:41:22 |
| Medalla de bronce | Antonio Serrat Seoane    | España  | 17:34 | 52:03 | 30:53 | 1:41:41 |
| 4                 | Sergio Baxter Cabrera    | España  | 18:01 | 51:34 | 31:03 | 1:41:48 |
| 5                 | Tom Richard              | Francia | 17:35 | 51:58 | 31:13 | 1:41:57 |
| 6                 | Alberto González García  | España  | 17:26 | 52:10 | 31:20 | 1:42:03 |
| 7                 | Valentin Morlec          | Francia | 17:28 | 52:06 | 31:20 | 1:42:04 |
| 8                 | Michele Sarzilla         | Italia  | 18:01 | 51:30 | 31:22 | 1:42:09 |

### Femenino
| Puesto            | Triatleta      | País        |       |       |       | Final   |
| ----------------- | -------------- | ----------- | ----- | ----- | ----- | ------- |
| Medalla de oro    | Julie Derron   | Suiza       | 19:11 | 56:05 | 35:13 | 1:51:43 |
| Medalla de plata  | Annika Koch    | Alemania    | 19:03 | 56:12 | 35:36 | 1:52:08 |
| Medalla de bronce | Sian Rainsley  | Reino Unido | 18:30 | 56:37 | 35:47 | 1:52:19 |
| 4                 | Paulina Klimas | Polonia     | 19:04 | 56:13 | 35:46 | 1:52:23 |
| 5                 | Kate Waugh     | Reino Unido | 19:08 | 56:06 | 36:43 | 1:53:15 |
| 6                 | Lotte Miller   | Noruega     | 18:58 | 56:11 | 36:56 | 1:53:31 |
| 7                 | Lena Meißner   | Alemania    | 18:59 | 56:15 | 37:11 | 1:53:43 |
| 8                 | Bianca Seregni | Italia      | 18:13 | 57:02 | 37:11 | 1:53:47 |

### Relevo mixto
| Puesto            | País        | R1    | R2    | R3    | R4    | Final   |
| ----------------- | ----------- | ----- | ----- | ----- | ----- | ------- |
| Medalla de oro    | Reino Unido | 17:53 | 16:15 | 18:04 | 17:04 | 1:09:18 |
| Medalla de plata  | Alemania    | 17:50 | 16:19 | 18:22 | 17:04 | 1:09:36 |
| Medalla de bronce | Rusia       | 17:51 | 16:36 | 18:33 | 17:07 | 1:10:08 |

## Medallero
| Núm. | País        | Oro | Plata | Bronce | Total |
| ---- | ----------- | --- | ----- | ------ | ----- |
| 1    | Reino Unido | 1   | 0     | 1      | 2     |
| 2    | Francia     | 1   | 0     | 0      | 1     |
| 2    | Suiza       | 1   | 0     | 0      | 1     |
| 4    | Alemania    | 0   | 2     | 0      | 2     |
| 5    | España      | 0   | 1     | 1      | 2     |
| 6    | Rusia       | 0   | 0     | 1      | 1     |
|      | TOTAL       | 3   | 3     | 3      | 9     |